# Mount Trickett
Mount Trickett är ett berg i Australien. Det ligger i regionen Oberon och delstaten New South Wales, i den sydöstra delen av landet, omkring 110 kilometer väster om delstatshuvudstaden Sydney. Toppen på Mount Trickett är 1 370 meter över havet.
Mount Trickett är den högsta punkten i trakten. Trakten runt Mount Trickett är nära nog obefolkad, med mindre än två invånare per kvadratkilometer.. Närmaste större samhälle är Oberon, omkring 18 kilometer nordväst om Mount Trickett. 
I omgivningarna runt Mount Trickett växer i huvudsak städsegrön lövskog. Genomsnittlig årsnederbörd är 1 149 millimeter. Den regnigaste månaden är februari, med i genomsnitt 214 mm nederbörd, och den torraste är juli, med 26 mm nederbörd.